# Milton Abbot
Milton Abbot is een civil parish in het bestuurlijke gebied West Devon, in het Engelse graafschap Devon. In 2001 telde het dorp 737 inwoners.